# Bezhetsky (huyện)
Huyện Bezhetsky (tiếng Nga: ? райо́н) là một huyện hành chính tự quản (raion), của Tỉnh Tver, Nga. Huyện có diện tích 2800 km². Trung tâm của huyện đóng ở Bezhetsk.